# Irische Cricket-Nationalmannschaft in Sri Lanka in der Saison 2022/23
Die Tour der irischen Cricket-Nationalmannschaft nach Sri Lanka in der Saison 2022/23 fand vom 16. bis zum 28. April 2023 statt. Die internationale Cricket-Tour war Bestandteil der Internationalen Cricket-Saison 2022/23 und umfasste zwei Tests. Sri-Lanka gewann die Serie mit 2–0.

## Vorgeschichte
Sri lanka spielte zuvor eine Tour in Neuseeland, Irland in Bangladesch. Das letzte Aufeinandertreffen der beiden Mannschaften bei einer Tour fand in der Saison 2016 in Irland statt. Ursprünglich waren anstatt des zweiten Tests zwei ODIs geplant, doch Sri Lanka bevorzugte die Änderung des Formates dem Irland zustimmte.

## Stadion
Die folgenden Stadien wurden für die Tour als Austragungsort vorgesehen und am 13. März 2023 bekanntgegeben.
| Stadion                     | Stadt | Kapazität | Spiele       |
| --------------------------- | ----- | --------- | ------------ |
| Galle International Stadium | Galle | 35.000    | 1. & 2. Test |

## Kaderlisten
Irland benannte seinen Kader am 14. März 2023.
Sri Lanka benannte seinen Kader am 12. April 2023.
| Test | Test |
| Sri Lanka | Irland |
| --- | --- |
| - Dimuth Karunaratne (K) - Dinesh Chandimal - Dhananjaya de Silva - Lasith Embuldeniya - Asitha Fernando - Vishwa Fernando - Dushan Hemantha - Prabath Jayasuriya - Nishan Madushka (wk) - Angelo Mathews - Kamindu Mendis - Kusal Mendis - Ramesh Mendis - Milan Rathnayake - Sadeera Samarawickrama (wk) | - Andrew Balbirnie (K) - Mark Adair - Curtis Campher - Murray Commins - George Dockrell - Fionn Hand - Graham Hume - Matthew Humphreys - Thomas Mayes - Andy McBrine - James McCollum - PJ Moor - Paul Stirling - Harry Tector - Lorcan Tucker (wk) - Ben White |

## Tests

### Erster Test in Galle
| 16. – 20. April Scorecard | Galle | Sri Lanka 591-6d (131)                           | – | Irland 143 (52.3) & 168 (54.1) (f/o) |
|                           |       | Sri Lanka gewinnt mit einem Innings und 280 Runs |   |                                      |

Sri Lanka gewann den Münzwurf und entschied sich als Schlagmannschaft zu beginnen. Für sie bildeten die Eröffnungs-Batter Nishan Madushka und Dimuth Karunaratne eine Partnerschaft. Madushka schied nach 29 Runs aus und wurde gefolgt durch Kusal Mendis. Mendis erzielte daraufhin ein Century über 140 Runs aus 193 Bällen, bevor Dinesh Chandimal ins Spiel kam. Nachdem Karunaratne nach einem Century über 179 Runs aus 235 Bällen sein Wicket verloren hatte, kam Prabath Jayasuriya is Spiel und der Tag endete beim Stand von 386/4. Am zweiten Tag schied Jayasuriya nach 16 und der folgende Dhananjaya de Silva nach 12 Runs aus. Daraufhin etablierte sich an der Seite von Chandimal Sadeera Samarawickrama. Nachdem Samarawickrama ein Century über 104* Runs aus 114 Bällen und Chandimal 102* Runs aus 155 Bällen erreichten deklarierte Sri Lanka das Innings. Bester irischer Bowler war Curtis Campher mit 2 Wickets für 84 Runs. Für Irland bildete der Eröffnungs-Batter James McCollum zusammen mit dem vierten Schlagmann Harry Tector eine Partnerschaft. Tector schied nach 34 Runs aus und wurde gefolgt durch Peter Moor. McCollum erreichte 35 Runs, bevor Lorcan Tucker ins Spiel kam. Nachdem Moor nach 14 Runs sein Wicket verloren hatte, endete der Tag beim Stand von 117/7. Am dritten Tag schied Tucker nach 45 Runs aus und das Innings endete mit einem Rückstand von 448 Runs. Daraufhin forderte sri Lanka das Follow-on ein. Bester sri-lankischer Bowler war Prabath Jayasuriya mit 7 Wickets für 52 Runs. In ihrem zweiten Innings schieden die ersten drei irischen batter früh aus, bevor sich Harry Tector etablierte. An seiner Seite kam Curtis Campher ins Spiel, der 30 Runs erzielte. Dieser wurde gefolgt durch George Dockrell und Tector schied nach 42 Runs aus. An der Seite von Dockrell erreichte Andy McBrine 10 Runs, bevor er selbst nach 32 Runs sein Wicket verlor. Mark Adair beendete dann das innings ungeschlagen nach 23* Runs, was jedoch nicht ausreichte Sri Lanka wieder an den Schlag zu bringen. Beste sri-lankische Bowler waren Ramesh Mendis mit 4 Wickets für 76 Runs und Prabath Jayasuriya mit 3 Wickets für 56 Runs. Als Spieler des Spiels wurde Prabath Jayasuriya ausgezeichnet.

### Zweiter Test in Galle
| 24. – 28. April Scorecard | Galle | Irland 492 (145.3) & 202 (77.3)                 | – | Sri Lanka 704-3d (151) |
|                           |       | Sri Lanka gewinnt mit einem Innings und 10 Runs |   |                        |

Irland gewann den Münzwurf und entschied sich als Schlagmannschaft zu beginnen. Nachdem Eröffnungs-Batter James McCollum nach 10 Runs ausschied, bildeten Andy Balbirnie und Harry Tector eine Partnerschaft. Tector erreichte 18 Runs und wurde durch Paul Stirling ersetzt. Zusammen mit Balbirnie erzielte dieser dann 115 Runs, bevor Stirling nach Krämpfen aussetzte. An der Seite von Balbirnie kam Lorcan Tucker ins Spiel, bevor Balbirnie nach einem Fifty über 95 Runs ausschied. Ihm folgte Curtis Campher, bevor der Tag beim Stand von 319/4 endete. Am zweiten Tag verlor Tucker nach einem Fifty über 80 Runs sein Wicket und der zurückkehrende Stirling vollendete sein Century über 103 Runs aus 181 Bällen. An der Seite von Campher erreichte Andy McBrine 35 Runs, bevor kurz darauf Campher nach einem Century über 111 Runs aus 229 Bällen sein Wicket verlor. Nach 492 Runs endete dann das Innings. Bester sri-lankischer Bowler war Prabath Jayasuriya mit 5 Wickets für 174 Runs. Bis zum Ende des Tages konnten die sri-lankischen Eröffnungs-Batter Nishan Madushka und Dimuth Karunaratne den Stand von 81/0 erreichen. Am dritten Tag schied Karunaratne nach einem Century über 115 Runs aus 133 Bällen aus und wurde gefolgt durch Kusal Mendis. Der Tag endete nach einsetzendem Regen beim Stand von 357/1. Am vierten Tag erreichte Madushka ein Double-Century über 205 Runs aus 339 Bällen, ebenso wie Mendis mit 245 Runs aus 291 Bällen. Neben dem sich etablierenden Angelo Mathews erzielte Dinesh Chandimal 13 Runs, bevor nachdem Mathews ein Century über 100* Runs aus 114 Bällen erreichte Sri lanka das Innings deklarierte. Dhananjaya de Silva hatte bis dahin 12* Runs erzielt. Die irischen Wickets erzielten Graham Hume, Andy McBrine und Curtis Campher. Für Irland eröffneten James McCollum und Peter Moor. McCollum erreichte 10 und Moor 19 Runs, bevor Andy Balbirnie und Harry Tector den tag beim Stand von 54/2 beendeten. Am fünften Tag musste Balbirnie nach einem Treffer am Kopf aussetzen und Lorcan Tucker erzielte 13 und Curtis Campher 12. Balbirnie kam wieder zurück ins Spiel und erreichte 46 Runs, bevor Andy McBrine nach 10 Runs ausschied. Harry Tector schied dann nach einem Fifty über 86 Runs aus und mit dem nächsten ball verlor Irland das letzte Wicket. Beste sri-lankische Bowler waren Ramesh Mendis mit 5 Wickets für 64 Runs und Asitha Fernando mit 3 Wickets für 30 Runs. Als Spieler des Spiels wurde Prabath Jayasuriya ausgezeichnet.

## Auszeichnungen

### Player of the Series
Als Player of the Series wurde der folgende Spieler ausgezeichnet.
| Serie | Player of the Series |
| ----- | -------------------- |
| Test  | Kusal Mendis         |

### Player of the Match
Als Player of the Match wurden die folgenden Spieler ausgezeichnet.
| Spiel   | Player of the Match |
| ------- | ------------------- |
| 1. Test | Prabath Jayasuriya  |
| 2. Test | Prabath Jayasuriya  |